# Sporting Clube de Santa Maria da Feira
O Sporting Clube de Santa Maria da Feira é um clube português, localizado na cidade de Santa Maria da Feira, distrito de Aveiro.
É a filial 185 do Sporting Clube de Portugal.

## Historia
Os principais responsáveis pelo seu nascimento foram o sócio numero 1, Helder Manuel Soares de Matos Bettencourt Rusciolelli Medeiros e o sócio numero 2 Rui Miguel Gama Vasconcelos Pedrosa de Moura, primeiro Presidente da Mesa da Assembleia Geral e actual membro do Conselho Geral. 
O clube foi fundado em 19 de Janeiro de 2006, por 17 sócios fundadores.
Na época de 2006-2007, participou na III Divisão Distrital sagrando-se campeão. 
A quatro jornadas do fim do campeonato garantiu a subida de divisão ao ganhar por 2 a 0 ao Futebol Clube Bom Sucesso, golos de Tiago e Bruno Azevedo.
Na ultima jornada sagrou-se campeão da 3ª Divisão Distrital de Aveiro.
Na época de 2007-2008, participou na II Divisão Distrital terminando no 11º lugar.
Na época de 2008-2009, participou na II Divisão Distrital terminando no 8º lugar.

## Modalidades
Na época 2022/2023 o Sporting Clube de Santa Maria da Feira tem em funcionamento as secções de Futebol, Apoio Pessoas com Mobilidade Reduzida e eSports.

## Sede
O Sporting Clube de Santa Maria da Feira tem a sua sede na Rua de São Sebastião, numero 20 A.

### Classificações
| Época | I | II | III | IV | V | VI | VII | Pts    | J  | V  | E  | D  | GM | GS | +/- | TP |
| 2008-2009 |   |    |     |    |   | 12 |     | 32 pts | 30 | 8  | 8  | 14 | 30 | 52 | -22 | -  |
| 2007-2008 |   |    |     |    |   | 11 |     | 32 pts | 30 | 7  | 11 | 12 | 37 | 38 | -1  | -  |
| 2006-2007 |   |    |     |    |   |    | 1   | 58 pts | 26 | 18 | 4  | 4  | 45 | 18 | +27 | -  |
| I - 1.ª Divisão; II - 2.ª Divisão; III - 3.ª Divisão; IV - 4.ª Divisão; V - 5.ª Divisão; VI - 6.ª Divisão; VII - 7.ª Divisão; Pts - Pontos; J - Jogos; V - Vitórias; E - Empates; D - Derrotas; GM - Golos Marcados; GS - Golos Sofridos; +/- - Diferença de Golos; TP - Taça de Portugal |   |    |     |    |   |    |     |        |    |    |    |    |    |    |     |    |

|  |                                    |
|  | Qualificação à divisão superior    |
|  | Desqualificação à divisão inferior |

## Futebol 2008/2009
Guarda Redes:  Nuno Lopes(ex Carregosa), Nuno e Rui Dias (ex Lourosa)
Defesas: Paulinho, Tiago Nunes, Ricardo, Helder, Ronaldo, Policia, Brito, Daniel(ex Macieira de Cambra), Borges(ex Romariz), Russo, Joel e Kanu(ex Amigos do Cavaco)
Médios: Pisco(ex Cortegaça), Elson(ex Lourosa), Russo II, Luisinho, Tome, Manu(ex Rio Meao), Paulo(ex Carregosa), Jony(ex Amigos do Cavaco)

Avançados: Figo, Vitor, de Souza(ex Uniao de Lamas), Preto, Tiago II, Tiaguinho e Fábio Silva(Paços de Brandão)
Treinador 2008/2009
Artur Jorge (1 à 4 jornada)
Antonio Ferreira
Director Desportivo
Fernando Venancio

## Futebol 2007/2008
Guarda Redes:  
Filipe - 
Nuno - 
Bairrada (transferido a meio da época para o Mosteiro F. C.)
Defesas: 
Mauricio - 
Sérgio Cadete (transferido a meio da época para os Amigos do Visconde)
Leitinho - 
Ronaldo - 
Joel (ex junior São João de Ver) -  
Tiago Nunes - 
Russo
Cueca (ex Sanguedo) - 
Médios: 
Pedro Gaspar - 
David - 
Luisinho - 
Leandro (ex Mosteiro da Feira) - 
Guima (ex Soutense) - 
Tome (ex junior São João de Ver) - 
Rui Amorim (ex Paços de Brandão) 
Severino - 
Avançados:
Estiloso - 
Tiago - 
Paulinho (ex Amigos do Cavaco) - 
Vitor (ex Macieira de Cambra) - 
Figo (ex junior Lourosa)
Preto (ex Sanguedo)
Princepe (ex Sanguedo)
Treinadores 2007/2008 
Artur Jorge (1ª e 2ª jornada)
Filipe (3ª até 8ª jornada)
Miguel Avelar (8ª até ao fim da epoca)

## Futebol 2006/2007
Guarda Redes:  
Filipe - 
Eurico - 
Rui Dias - 
Luis 
Defesas: 
Nia - 
Mauricio - 
Artur Jorge - 
Sérgio Cadete - 
Silvio - 
Leitinho - 
Pedro Gomes - 
Miguel Barbosa 
Médios: 
Pedro Gaspar - 
Nuno - 
Miguel Pinho - 
Fabio - 
Badolas - 
Bruno Azevedo - 
Serginho - 
Luisinho - 
Nestor - 
Mestinho 
Avançados:
Estiloso - 
Tiago - 
Silverio - 
Miguel Nuno
Treinadores 
Vitor (1ª à 3ª jornada)
Julião (4ª à 24ª jornada)
Artur Jorge ( 25ª e 26ª jornadas)